# Marie Červinková-Riegrová

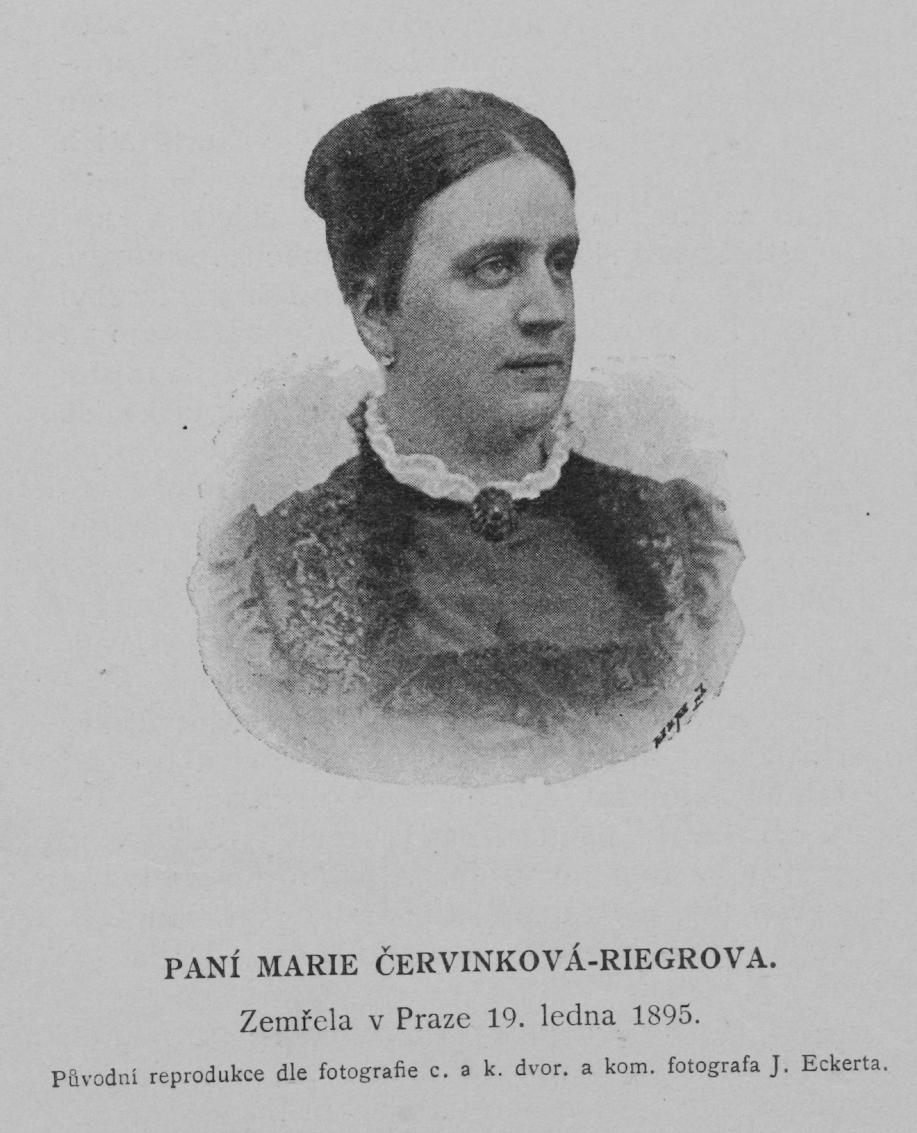
Porträt von Marie Červinková-Riegrová

Marie Červinková-Riegrová (* 9. August 1854 in Prag; † 19. Januar 1895 ebenda) war eine tschechische Schriftstellerin und Librettistin.

## Leben
Červinková-Riegrová, die sich in der Wohltätigkeit engagierte und hier auch verschiedene Vorträge hielt, war auch schriftstellerisch tätig: 1881 veröffentlichte sie eine Biographie von Bernard Bolzano, 1885 eine Biographie von František Palacký und 1887 eine umfangreiche Arbeit über die Schutzbedürftigkeit armer, alleinstehender Jugendlicher, wofür sie später einen Preis erhielt.
Daneben verfasste sie einige Libretti, darunter die Oper Dimitrij und Der Jakobiner für Antonín Dvořák und Zmařená svatba für Karel Šebor.

## Werke
In Auswahl:
- Zmařená svatba : národní opera ve třech jednáních, Libretto (Musik: Karel Šebor), Mikuláš a Knapp, Prag 1879
- Bernard Bolzano : životopisný nástin, Prag 1881, mit späteren Reeditionen
- Dimitrij : děj v Moskvě r. 1605-1606 : opera ve čtyřech jednáních, Libretto (Musik: Antonín Dvořák), Fr. A. Urbánek, Prag 1883
- Vlastní životopis Františka Palackého, František Šimáček, Prag 1885
- Ochrana chudé a opuštěné mládeže : rozhledy po lidumilství v Evropě, Prag 1887
- Jakobín : opera o třech dějstvích, Libratto (Musik: Antonín Dvořák), Fr. A. Urbánek, Prag 1889

## Quelle
- Marie Červinková-Riegrová, Kurzabriss in: Zlatá Praha  11/1895, S. 130, online auf: archiv.ucl.cas.cz/...